# Kodzjori
Kodzjori (Georgisch: კოჯორი) is een 'nederzetting met stedelijk karakter' (დაბა, daba) in de hoofdstedelijke regio Tbilisi waarbinnen het is ingedeeld bij het Mtatsminda district van de hoofdstad. Volgens de volkstelling van 2014 had Kodzjori 1.232 inwoners. Het ligt hemelsbreed ongeveer 9 kilometer ten zuidwesten van het oude centrum van Tbilisi op 1300-1400 meter boven zeeniveau op het kruisvlak van de Teleti- en Mtatsminda bergruggen, de meest oostelijke uitlopers van het Trialetigebergte.

## Geschiedenis

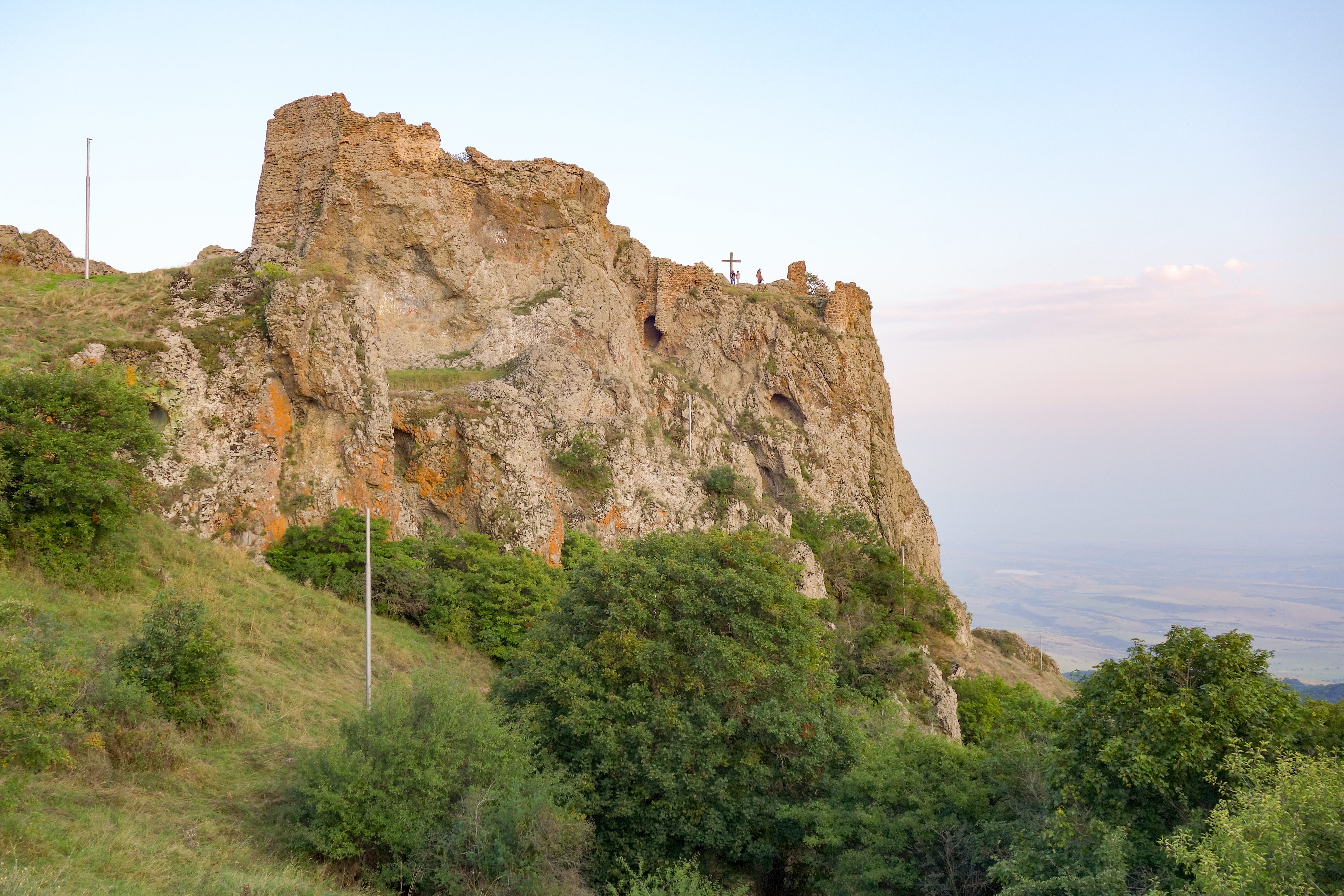
Kodzjorifort

De geschiedenis van Kodzjori als plaats gaat terug naar minimaal de late middeleeuwen. In de 14e eeuw werd er al over geschreven, maar de plek was al veel eerder bewoond en een strategisch belangrijke locatie. Het Kodzjorikasteel, ook bekend als het Agarata- of Azeoelifort, lag ten zuiden van de Kodzjori op de uitlopers van het Trialetigebergte en controleerde daarmee de Algetivallei en de belangrijke wegen tussen Gardabani en Sjida Kartli, en tussen Tbilisi en Trialeti. De hoogte boven Tbilisi waar Kodzjori ligt, de oostelijke uitlopers van het Trialetigebergte, was een geregeld strijdtoneel van gevechten om de stad. De beroemdste koningin van het koninkrijk Georgië, Tamar, stierf in 1213 in het Kodzjorikasteel.
In februari 1921 vonden op de hoogtes bij Kodzjori en Tabachmela zware gevechten plaats tijdens de invasie van het Rode Leger in de Democratische Republiek Georgië. Hierbij ging het net als in de geschiedenis om de controle over de strategische hoogtes bij Tbilisi voor de verovering van de stad. Uiteindelijk verloren de Georgiërs de strijd en kon Tbilisi op 25 februari 1921 zonder tegenstand in de stad worden ingenomen door de Sovjets, wat een einde maakte aan de korte onafhankelijkheid.
In de Sovjetperiode werd de plaats een klimatologisch centrum voor patiënten met bot- en luchtwegklachten zoals tuberculose, en kwamen er sanatoria. In 1968 werd het mede door deze functie en de groei gepromoveerd tot 'nederzetting met stedelijk karakter' (დაბა, daba).  Kodzjori lag sinds 1930 in het district Gardabani (regio Kvemo Kartli), tot de grenzen van de stadsregio Tbilisi in 2006 flink werden aangepast ten koste van de omliggende gemeenten. Sindsdien valt Kodzjori en omgeving onder de gemeente en stadsregio Tbilisi. Eerst werd dit gebied bij het district Didgori van Tbilisi ingedeeld, maar later veranderde dat in Mtatsminda.

## Demografie
Volgens de volkstelling van 2014 had Kodzjori 1.232 inwoners en kende een vrijwel geheel Georgische samenstelling. Er werden een twintigtal Pontische Grieken en een tiental Russen geregistreerd. In 1923 kende het dorp nog een relatief grote Armeense (22%) en Russische minderheid (14%).
| Aantal                                                                 | 299 | - | - | 3.032 | 2.005 | 1.753 | 1.867 | 1.232 |
| Verantwoording data: Bevolkingsstatistiek Georgië 1923, 1970 tot heden |     |   |   |       |       |       |       |       |

## Bezienswaardigheden
De belangrijkste bezienswaardigheid in Kodzjori zijn de ruïnes van het Kodzjorikasteel (of ook wel Azeoeli- of Agaratakasteel). De oudste zichtbare delen stammen uit de 11e eeuw, en het kasteel speelde een belangrijke rol in de hoogtijdagen van het Koninkrijk Georgië. Koningin Tamar stierf hier in 1213. Het kasteel is gelegen op een rots op 1250 meter boven zeeniveau en biedt een uitzicht over de wijde omgeving. Anderhalve kilometer ten noorden van Kodzjori ligt het middeleeuwse Oedzoklooster op een 1416 meter hoge top van de Mtatsmindabergrug, een uitloper van het Trialetigebergte.

## Vervoer
Kodzjori is rechtstreeks met het oude centrum van Tbilisi (Sololaki) verbonden via de Tbilisi-Manglisi weg langs Tabachmela en de Botanische Tuinen, een route van ongeveer 17 kilometer. In de andere richting leidt de weg naar Manglisi en Tsalka via de hooglanden van noord-Kvemo Kartli.